# Gregor Strasser
Gregor Strasser (též psáno Straßer, 31. května 1892, Geisenfeld – 30. června 1934, Berlín) byl německý nacistický politik a jeden ze zakladatelů NSDAP. Byl zavražděn během Noci dlouhých nožů. Jeho bratr byl německý politik Otto Strasser.

## Životopis

### Mládí a vojenská služba
Gregor Strasser se narodil do rodiny katolického soudního úředníka v malém hornobavorském městě Geisenfeldu. Navštěvoval místní gymnázium a po maturitě se živil jako drogista ve vesnici Frontenhausen od roku 1910 až do začátku první světové války, kdy musel narukovat. V průběhu války se vypracoval do hodnosti nadporučíka (vyšší, než měl svobodník Hitler) a byl vyznamenán Železným křížem I. a II. třídy.
V roce 1918 pokračoval ve studiích na Friedrichově univerzitě v Erlangenu a v roce 1919 vstoupil do krajně pravicové polovojenské organizace Freikorps, vedené Franzem von Eppem. V roce 1920 si našel práci jako lékárník v Landshutu a téhož roku se zúčastnil neúspěšného Kappova puče, pokusu o obnovení monarchie. V téže době jeho bratr Otto působil v sociální demokracii.

### Kariéra v NSDAP

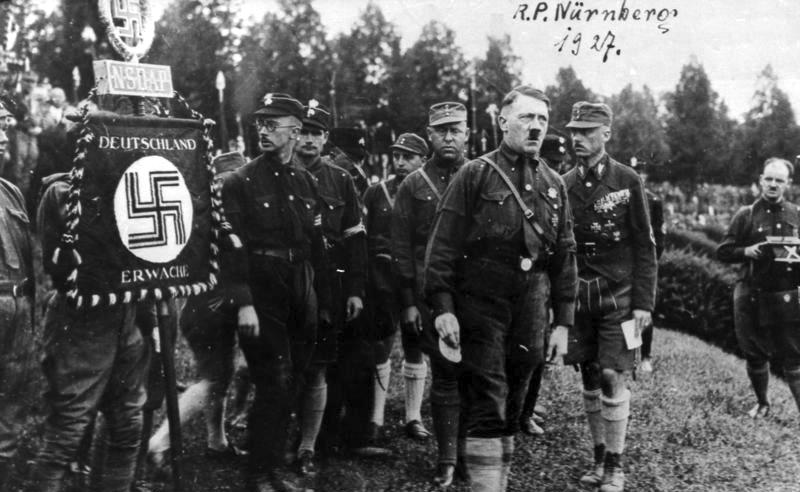
Nacisté v černých košilích v roce 1927. Zleva: Heinrich Himmler, Rudolf Hess, Gregor Strasser, Adolf Hitler, Franz von Salomon

Gregor Strasser vstoupil do nově vzniklé NSDAP, kterou pomáhal založit. Jeho vůdčí vlastnosti byly pohotově rozpoznány a Strasser byl záhy jmenován oblastní hlavou stranické milice SA v Bavorsku. V listopadu roku 1923 se účastnil neúspěšného pivnicového puče. Spolu s Hitlerem a dalšími byl Strasser odsouzen k jednomu a půl roku vězení v Landsbergu, po několika týdnech však byl propuštěn, protože byl zvolen členem Bavorského zemského sněmu za nacistickou stranu.
V prosinci roku 1924 dosáhl Strasser křesla v Reichstagu. Později se stal členem Německé svobodné strany, která sloužila jako náhradní organizace za NSDAP, která byla po nepodařeném puči zakázána. Strasser v ní působil do prosince roku 1932.
Když byla NSDAP znovu založena, stal se Strasser od roku 1928 do roku 1929 prvním gauleiterem pro Bavorsko. Poté se stal vůdcem propagandy a organizačním vůdcem. Když roku 1931 spáchala sebevraždu Hitlerova neteř Geli Raubalová, k níž měl Hitler hluboký vztah, nechtěl se od něj Strasser ani na krok vzdálit, protože měl obavy, že se Hitler zabije.
Na Německo silně dopadla hospodářská krize, vzrostla nezaměstnanost a ve volbách roku 1930 dosáhla NSDAP 18,3 % hlasů (oproti 2,6 % v roce 1928), takže se stala druhou nejsilnější stranou. Strasser na tom měl značný podíl. V srpnu 1932 nabídl kancléř Franz von Papen z podnětu prezidenta Hindenburga Hitlerovi funkci vicekancléře, což Hitler odmítl, protože by ve vládě „hrál druhé housle“.

### Smrt
Programové a osobní soupeření s Adolfem Hitlerem se vyostřilo v prosinci roku 1932, když říšský kancléř Kurt von Schleicher nabídl Strasserovi vicekancléřství a úřad pruského ministerského předsedy. Von Schleicher doufal, že se tím NSDAP rozdělí a že se Strasser později připojí k von Schleicherově Národní konzervativní straně, a že tak Hitlera politicky zničí. Hitler však na schůzi poslanců NSDAP Strassera ostře napadl, obvinil z bolševismu a donutil jeho příznivce, aby se ho výslovně zřekli. Na rozdíl od Strasserova asistenta Goebbelse, který se k Hitlerovi přidal, zdrcený Strasser se vzdal všech stranických funkcí a začátkem roku 1933 i poslaneckého mandátu a z politiky se zcela stáhl.
Jeho bratr Otto emigroval do Prahy, což nabídl i Gregorovi, ten však odmítl. Gregor Strasser přerušil své politické kontakty a chtěl se vrátit ke svému farmaceutickému povolání. Počátkem roku 1934 se dokonce zdálo, že ho Hitler chce vzít na milost: vyznamenal ho zlatým odznakem NSDAP a 13. června mu nabídl funkci ministra hospodářství. Strasser si ovšem chtěl vymínit, že ve vládě nebude Göring ani Goebbels, což Hitler nepřijal. 30. června byl spolu s dalšími funkcionáři berlínské NSDAP zatčen a uvězněn. Během stranických čistek, známých jako Noc dlouhých nožů, byl v berlínském vězení Gestapa zastřelen. Na rozkaz generála SS Reinharda Heydricha nedostal ani kulku z milosti, ale hodinu umíral, než vykrvácel. Není známo, zda byl zavražděn na Hitlerův osobní rozkaz, zato Göring a Himmler se na tom podíleli.
Fritz Günther von Tschirschky, jeden z právníků, podal svědectví o vraždě: podle jeho pamětí byl Strasser zavražděn ve věznici ve své cele střelou okénkem ve dveřích do zadní části hlavy. Tschirschky sám exekuci neviděl, protože stál na chodbě, o pár minut později však viděl stráže nesoucí ven krvavé tašky. Mrtvola byla 3. července převezena k úřední pitvě a zpopelněna. Urnu předal Himmler osobně Strasserovu bratru Antonovi.